# Beatriz Thibaudin
Beatriz Thibaudin (Buenos Aires, 9 de agosto de 1927 — Buenos Aires, 7 de fevereiro de 2007) foi uma atriz argentina. Ela apareceu em 16 longas-metragens, incluindo o filme vencedor do Oscar A História Oficial de Luis Puenzo.

## Prêmios e indicações
Thibaudin ganhou os prêmios de melhor atriz no  Festival de Cinema de Havana e no Festival de Cinema Latino-Americano de Biarritz, bem como o Cóndor de Plata na Argentina, por seu papel coadjuvante no road movie de baixo orçamento Tan de repente de Diego Lerman.